# Phanerotoma lepida
Phanerotoma lepida är en stekelart som beskrevs av Herbert Zettel 1990. Phanerotoma lepida ingår i släktet Phanerotoma och familjen bracksteklar. Inga underarter finns listade i Catalogue of Life.